# Uperoleia micromeles
Uperoleia micromeles és una espècie de granota que viu a Austràlia.